# Tsirananaclia tripunctata
Tsirananaclia tripunctata är en fjärilsart som beskrevs av Griveaud 1964. Tsirananaclia tripunctata ingår i släktet Tsirananaclia och familjen björnspinnare. Inga underarter finns listade i Catalogue of Life.